# کلیسای جامع سنت جورج، سات‌ارک
کلیسای جامع سنت جورج (انگلیسی: St George's Cathedral, Southwark) یک کلیسای کاتولیک در ناحیه سات‌ارک، لندن است.
این کلیسا در ۱۸۴۸ بنیان‌گذاری شده و معماری از نوع نئو-گوتیک می‌باشد.

## نگارخانه

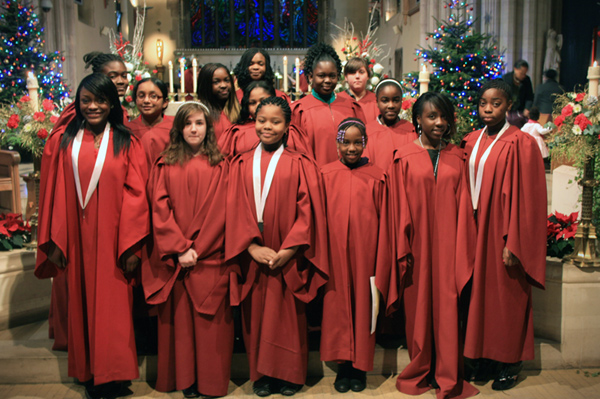
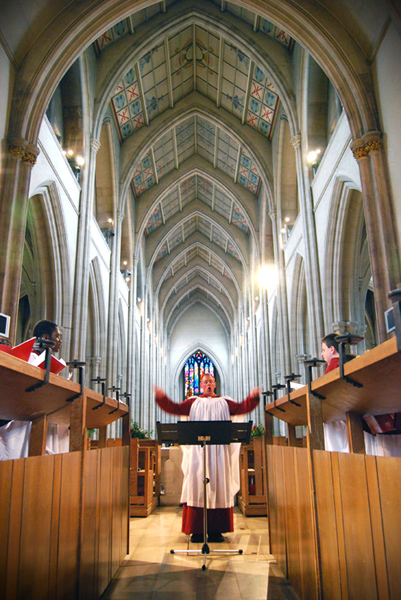
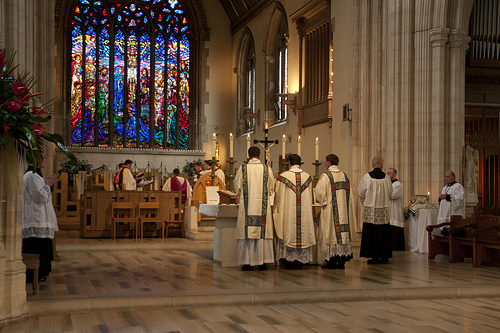
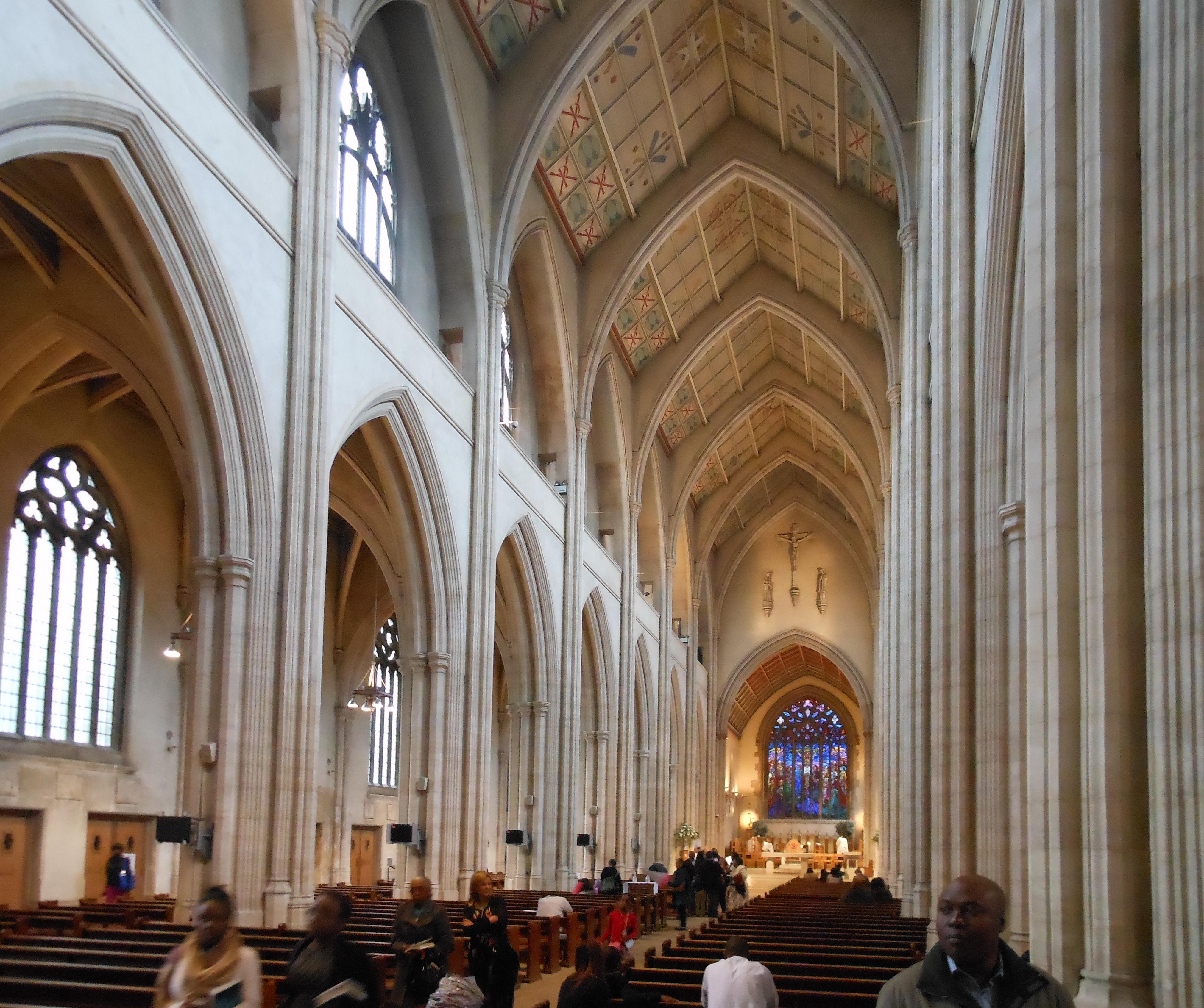